# Синт Ана тер Мойден
Синт Ана тер Мойден (на нидерландски: Sint Anna ter Muiden) е град в Нидерландия, в общината на град Слойс в провинция Зеландия.
Разположен в историческата област Зеландска Фландрия, той е най-западната точка на страната. Населението му е около 50 души към 2001 г.
От средата на 13 век до 1880 година, когато е присъединен към община Слойс, то е самостоятелен град.